# Argentyna na Letnich Igrzyskach Olimpijskich 2016
Argentynę na Letnich Igrzyskach Olimpijskich 2016 w Rio de Janeiro reprezentowało 213 zawodników. Był to 24. start reprezentacji Argentyny na letnich igrzyskach olimpijskich.

## Zdobyte medale
| Medal   | Zawodnik | Dyscyplina      | Konkurencja             | Rezultat                                                                     | Data        |
| ------- | --- | --------------- | ----------------------- | ---------------------------------------------------------------------------- | ----------- |
| · Złoto | Paula Pareto | · Judo          | do 48 kg kobiet         | W finale pokonała reprezentantkę Korei Południowej Jeong Bo-kyeong 010 – 000 | 6 sierpnia  |
| · Złoto | Santiago Lange Cecilia Carranza Saroli | · Żeglarstwo    | Nacra 17                | 77 pkt.                                                                      | 16 sierpnia |
| Złoto   | Juan Manuel Vivaldi Gonzalo Peillat Juan Ignacio Gilardi Facundo Callioni Lucas Rey Matías Paredes Joaquín Menini Lucas Vila Luca Masso Ignacio Ortiz Juan Martín López Juan Manuel Saladino Isidoro Ibarra Matías Rey Manuel Brunet Agustín Mazzilli Lucas Rossi Pedro Ibarra | Hokej na trawie | Turniej mężczyzn        | W finale pokonali reprezentację Belgii 4:2                                   | 18 sierpnia |
| Srebro  | Juan Martín del Potro | Tenis ziemny    | gra pojedyncza mężczyzn | W finale przegrał z reprezentantem Wielkiej Brytanii Andym Murrayem 1:3      | 14 sierpnia |

## Skład reprezentacji

### Boks
Mężczyźni
| Zawodnik          | Konkurencja | 1/16                       | 1/8                  | Ćwierćfinał                  | Półfinał         | Finał            | Finał   |
| Zawodnik          | Konkurencja | Przeciwnik Wynik           | Przeciwnik Wynik     | Przeciwnik Wynik             | Przeciwnik Wynik | Przeciwnik Wynik | Miejsce |
| ----------------- | ----------- | -------------------------- | -------------------- | ---------------------------- | ---------------- | ---------------- | ------- |
| Leandro Blanc     | 49 kg       | Joselito Velázquez P (0-3) | NQ                   | NQ                           | NQ               | NQ               | NQ      |
| Fernando Martínez | 52 kg       | Danieł Asenow P (1-2)      | NQ                   | NQ                           | NQ               | NQ               | NQ      |
| Alberto Melián    | 56 kg       | Abdul Omar W (3-0)         | Bilel Mhamdi W (3-0) | Murodjon Axmadaliyev P (TKO) | NQ               | NQ               | NQ      |
| Ignacio Perrin    | 60 kg       | Amnat Ruenroeng P (0-3)    | NQ                   | NQ                           | NQ               | NQ               | NQ      |
| Alberto Palmetta  | 69 kg       | Byambyn Tüvshinbat P (0-3) | NQ                   | NQ                           | NQ               | NQ               | NQ      |
| Yamil Peralta     | 91 kg       | BYE                        | David Graf W (2-1)   | Erislandy Savón P (0-3)      | NQ               | NQ               | NQ      |

### Gimnastyka
| Zawodnik        | Konkurencja         | Kwalifikacje | Kwalifikacje | Kwalifikacje | Kwalifikacje | Kwalifikacje | Kwalifikacje | Kwalifikacje | Kwalifikacje | Finał    | Finał    | Finał    | Finał    | Finał    | Finał    | Finał | Finał   |
| Zawodnik        | Konkurencja         | Przyrząd     | Przyrząd     | Przyrząd     | Przyrząd     | Przyrząd     | Przyrząd     | Razem        | Miejsce      | Przyrząd | Przyrząd | Przyrząd | Przyrząd | Przyrząd | Przyrząd | Razem | Miejsce |
| Zawodnik        | Konkurencja         | F            | PH           | R            | V            | PB           | HB           | Razem        | Miejsce      | F        | PH       | R        | V        | PB       | HB       | Razem | Miejsce |
| --------------- | ------------------- | ------------ | ------------ | ------------ | ------------ | ------------ | ------------ | ------------ | ------------ | -------- | -------- | -------- | -------- | -------- | -------- | ----- | ------- |
| Nicolás Córdoba | ćwiczenia na drążku | —            | —            | —            | —            | —            | 14,800       | 14,800       | 18.          | —        | —        | —        | —        | —        | NQ       | —     | —       |

Kobiety
| Zawodniczka   | Konkurencja            | Kwalifikacje | Kwalifikacje | Kwalifikacje | Kwalifikacje | Kwalifikacje | Kwalifikacje | Finał    | Finał    | Finał    | Finał    | Finał | Finał   |
| Zawodniczka   | Konkurencja            | Przyrząd     | Przyrząd     | Przyrząd     | Przyrząd     | Razem        | Pozycja      | Przyrząd | Przyrząd | Przyrząd | Przyrząd | Razem | Pozycja |
| Zawodniczka   | Konkurencja            | V            | UB           | BB           | F            | Razem        | Pozycja      | V        | UB       | BB       | F        | Razem | Pozycja |
| ------------- | ---------------------- | ------------ | ------------ | ------------ | ------------ | ------------ | ------------ | -------- | -------- | -------- | -------- | ----- | ------- |
| Ailen Valente | wielobój indywidualnie | 13,666       | 13,033       | 11,366       | 12,000       | 50,065       | 56.          | NQ       | NQ       | NQ       | NQ       | NQ    | NQ      |

### Golf
| Zawodnik        | Konkurencja | Runda 1 | Runda 2 | Runda 3 | Runda 4 | Łącznie | Łącznie | Łącznie |
| Zawodnik        | Konkurencja | Wynik   | Wynik   | Wynik   | Wynik   | Wynik   | Par     | Pozycja |
| --------------- | ----------- | ------- | ------- | ------- | ------- | ------- | ------- | ------- |
| Emiliano Grillo | Mężczyźni   | 70      | 69      | 68      | 70      | 277     | -7      | 8.      |
| Fabián Gómez    | Mężczyźni   | 70      | 67      | 73      | 69      | 279     | -5      | 15.     |

### Hokej na trawie
Turniej mężczyzn
- Reprezentacja mężczyzn

| - Juan Manuel Vivaldi - Gonzalo Peillat - Juan Ignacio Gilardi - Facundo Callioni - Lucas Rey - Matías Paredes - Joaquín Menini - Lucas Vila - Luca Masso |  | - Ignacio Ortiz - Juan Martín López - Juan Manuel Saladino - Isidoro Ibarra - Matías Rey - Manuel Brunet - Agustín Mazzilli - Lucas Rossi - Pedro Ibarra |

Grupa B
| Drużyna   | M | Mecze | Mecze | Mecze | Bramki | Bramki | Bramki | Pkt | Uwagi |
| Drużyna   | M | W     | R     | P     | +      | –      | +/-    | Pkt | Uwagi |
| --------- | - | ----- | ----- | ----- | ------ | ------ | ------ | --- | ----- |
| Niemcy    | 5 | 1     | 1     | 0     | 17     | 10     | 7      | 13  | Q     |
| Holandia  | 5 | 3     | 1     | 1     | 18     | 6      | 12     | 10  | Q     |
| Argentyna | 5 | 2     | 2     | 1     | 14     | 12     | 2      | 8   | Q     |
| Indie     | 5 | 2     | 1     | 2     | 9      | 9      | 0      | 7   | Q     |
| Irlandia  | 5 | 1     | 0     | 4     | 10     | 16     | -6     | 3   |       |
| Kanada    | 5 | 0     | 1     | 4     | 7      | 22     | -15    | 1   |       |

#### Faza grupowa
| 6 sierpnia 2016 | Argentyna | 3:3 | Holandia |  |

| Godzina: 10:00 | Vila 29', 49' Paredes 54' | Raport | Hertzberger 18' van der Weerden 36' van Ass 43' | Sędzia główny: Martin Madden Sędziowie liniowi: Adam Kearns |

| 8 sierpnia 2016 | Kanada | 1:3 | Argentyna |  |

| Godzina: 12:30 | Tupper 55' | Raport | Paredes 13' Peillat 46', 51' | Sędzia główny: Adam Kearns Sędziowie liniowi: Simon Taylor |

| 9 sierpnia 2016 | Argentyna | 1:2 | Indie |  |

| Godzina: 11:00 | Peillat 49' | Raport | Ch.Singh 8' K.Singh 35' | Sędzia główny: Paco Vázquez Sędziowie liniowi: Simon Taylor |

| 11 sierpnia 2016 | Argentyna | 4:4 | Niemcy |  |

| Godzina: 12:30 | Vila 4' Ibarra 29' Peillat 48' Rey 57' | Raport | Herzbruch 15' Wesley 24' Grambusch 28' Müller 60' | Sędzia główny: Adam Kearns Sędziowie liniowi: Paco Vázquez |

| 12 sierpnia 2016 | Irlandia | 2:3 | Argentyna |  |

| Godzina: 19:30 | Jermyn 25' O’Donoghue 51' | Raport | Saladino 7' Peillat 27', 51' | Sędzia główny: Simon Taylor Sędziowie liniowi: Paco Vázquez |

#### Ćwierćfinał
| 14 sierpnia 2016 | Hiszpania | 1:2 | Argentyna |  |

| Godzina: 10:00 | Quemada 57' | Raport | Peillat 15' Gilardi 59' | Sędzia główny: Martin Madden Sędziowie liniowi: Adam Kearns |

#### Półfinał
| 16 sierpnia 2016 | Argentyna | 5:2 | Niemcy |  |

| Godzina: 12:00 | Peillat 9', 12', 28' Menini 36' Vila 47' | Raport | Fürste 51' Rühr 58' | Sędzia główny: Marcin Grochal Sędziowie liniowi: John Wright |

#### Finał
| 18 sierpnia 2016 | Belgia | 2:4 | Argentyna |  |

| Godzina: 17:00 | Cosyns 3' Boccard 45' | Raport | Ibarra 12' Ortiz 15' Peillat 22' Mazzilli 60' | Sędzia główny: John Wright Sędziowie liniowi: Christian Blasch |

Turniej kobiet
- Reprezentacja kobiet

| - Belén Succi - Victoria Zuloaga - Martina Cavallero - Carla Rebecchi - Delfina Merino - Agustina Habif - María José Granatto - Florencia Habif - Rocío Sánchez Moccia |  | - Agustina Albertario - Lucina von der Heyde - Pilar Campoy - Gabriela Aguirre - Noel Barrionuevo - Julia Gomes Fantasia - Florencia Mutio - Paula Ortiz - Pilar Romang |

Grupa A
| Drużyna           | M | Mecze | Mecze | Mecze | Bramki | Bramki | Bramki | Pkt | Uwagi |
| Drużyna           | M | W     | R     | P     | +      | –      | +/-    | Pkt | Uwagi |
| ----------------- | - | ----- | ----- | ----- | ------ | ------ | ------ | --- | ----- |
| Wielka Brytania   | 5 | 5     | 0     | 0     | 12     | 4      | 8      | 15  | Q     |
| Stany Zjednoczone | 5 | 4     | 0     | 1     | 14     | 5      | 9      | 12  | Q     |
| Australia         | 5 | 3     | 0     | 2     | 11     | 5      | 6      | 9   | Q     |
| Argentyna         | 5 | 2     | 0     | 3     | 12     | 6      | 6      | 6   | Q     |
| Japonia           | 5 | 0     | 1     | 4     | 3      | 16     | -13    | 1   |       |
| Indie             | 5 | 0     | 1     | 4     | 3      | 19     | -16    | 1   |       |

#### Gaza grupowa
| 6 sierpnia 2016 | Argentyna | 1:2 | Stany Zjednoczone |  |

| Godzina: 17:00 | Merino 57' | Raport | K. Reinprecht 35' Kasold 50' | Sędzia główny: Michelle Joubert Sędziowie liniowi: Michelle Meister |

| 8 sierpnia 2016 | Argentyna | 4:0 | Japonia |  |

| Godzina: 20:30 | Barrionuevo 13', 18' Rebecchi 40' Granatto 51' | Raport |  | Sędzia główny: Melissa Trivic Sędziowie liniowi: Laurine Delforge |

| 10 sierpnia 2016 | Wielka Brytania | 3:2 | Argentyna |  |

| Godzina: 13:30 | Richardson-Walsh 23', 25' Bray 38' | Raport | Habif 41', 42' | Sędzia główny: Michelle Meister Sędziowie liniowi: Miao Lin |

| 11 sierpnia 2016 | Australia | 1:0 | Argentyna |  |

| Godzina: 18:00 | Smith 33' | Raport |  | Sędzia główny: Laurine Delforge Sędziowie liniowi: Amy Baxter |

| 13 sierpnia 2016 | Argentyna | 5:0 | Indie |  |

| Godzina: 10:00 | Cavallero 16', 29' Granatto 23' Rebecchi 26' Albertario 27' | Raport |  | Sędzia główny: Chieko Soma Sędziowie liniowi: Sarah Wilson |

#### Ćwierćfinał
| 15 sierpnia 2016 | Holandia | 3:2 | Argentyna |  |

| Godzina: 20:30 | Welten 5' Leurink 25' Jonker 37' |  | Habif 41' Merino 53' | Sędzia główny: Michelle Joubert Sędziowie liniowi: Laurine Delforge |

### Jeździectwo
| Zawodnik                                                           | Konkurencja         | Koń           | Runda 1 | Runda 1 | Runda 2 | Runda 2 | Runda 2 | Runda 3 | Runda 3 | Runda 3 | Finał   | Finał   | Finał   | Finał   | Finał | Finał |
| Zawodnik                                                           | Konkurencja         | Koń           | Runda 1 | Runda 1 | Runda 2 | Runda 2 | Runda 2 | Runda 3 | Runda 3 | Runda 3 | Runda A | Runda A | Runda B | Runda B | Razem | Razem |
| Zawodnik                                                           | Konkurencja         | Koń           | Błędy   | Poz.    | Błędy   | Razem   | Poz.    | Błędy   | Razem   | Poz.    | Błędy   | Poz.    | Błędy   | Poz.    | Błędy | Poz.  |
| ------------------------------------------------------------------ | ------------------- | ------------- | ------- | ------- | ------- | ------- | ------- | ------- | ------- | ------- | ------- | ------- | ------- | ------- | ----- | ----- |
| Matías Albarracín                                                  | Skoki indywidualnie | Cannavaro 9   | 4       | 27.     | 1       | 5       | 26.     | 5       | 10      | 30.     | 1       | 14.     | 1       | 7.      | 2     | 8.    |
| José Maria Larocca                                                 | Skoki indywidualnie | Cornet Du Lys | 4       | 27.     | 8       | 12      | 46      | NQ      | NQ      | NQ      | NQ      | NQ      | NQ      | NQ      | NQ    | NQ    |
| Bruno Passaro                                                      | Skoki indywidualnie | Chicago Z     | 47      | 68.     | NQ      | NQ      | NQ      | NQ      | NQ      | NQ      | NQ      | NQ      | NQ      | NQ      | NQ    | NQ    |
| Ramiro Quintana                                                    | Skoki indywidualnie | Appy Cara     | 7       | 52.     | 1       | 8       | 30.     | 10      | 18      | 40.     | NQ      | NQ      | NQ      | NQ      | NQ    | NQ    |
| Matías Albarracín José Maria Larocca Bruno Passaro Ramiro Quintana | Skoki drużynowo     | jak wyżej     | 15      | 13.     | 10      | N/A     | 10.     | NQ      | NQ      | NQ      | N/A     | N/A     | N/A     | N/A     | 25    | 10.   |

### Judo
Mężczyźni
| Zawodnik         | Konkurencja | 1/32             | 1/16                     | 1/8                                 | Ćwierćfinał      | Półfinał         | Repasaże         | Finał/ 3.miejsce | Finał/ 3.miejsce |
| Zawodnik         | Konkurencja | Przeciwnik Wynik | Przeciwnik Wynik         | Przeciwnik Wynik                    | Przeciwnik Wynik | Przeciwnik Wynik | Przeciwnik Wynik | Przeciwnik Wynik | Pozycja          |
| ---------------- | ----------- | ---------------- | ------------------------ | ----------------------------------- | ---------------- | ---------------- | ---------------- | ---------------- | ---------------- |
| Emmanuel Lucenti | - 81 kg     | -                | Nacif Elias W (000- 000) | Antoine Valois-Fortier P (010 -010) | NQ               | NQ               | NQ               | NQ               | NQ               |

Kobiety
| Zawodniczka  | Konkurencja | 1/16                | 1/8                         | Ćwierćfinał                    | Półfinał                | Repasaże            | Finał / 3.miejsce             | Finał / 3.miejsce |
| Zawodniczka  | Konkurencja | Przeciwniczka Wynik | Przeciwniczka Wynik         | Przeciwniczka Wynik            | Przeciwniczka Wynik     | Przeciwniczka Wynik | Przeciwniczka Wynik           | Pozycja           |
| ------------ | ----------- | ------------------- | --------------------------- | ------------------------------ | ----------------------- | ------------------- | ----------------------------- | ----------------- |
| Paula Pareto | 48 kg       | BYE                 | Irina Dołgowa W (110 – 000) | Éva Csernoviczki W (010 – 000) | Ami Kondo W (010 – 000) | N/A                 | Jeong Bo-kyeong W (010 – 000) | złoto             |

### Kajakarstwo
Mężczyźni
| Zawodnik                                                            | Konkurencja | Eliminacje | Eliminacje | Półfinały | Półfinały | Finał A/B | Finał A/B    | Pozycja |
| Zawodnik                                                            | Konkurencja | Czas       | Pozycja    | Czas      | Pozycja   | Czas      | Pozycja      | Pozycja |
| ------------------------------------------------------------------- | ----------- | ---------- | ---------- | --------- | --------- | --------- | ------------ | ------- |
| Rubén Voisard                                                       | K-1 200m    | 35,491     | 6.         | 35,439    | 7.        | 38,061    | 8. (B)       | 16.     |
| Daniel Dal Bo Juan Ignacio Cáceres Gonzalo Carreras Pablo de Torres | K-4 1000m   | 2:55,103   | 2.         | 3:00,952  | 6.        | 3:12,621  | 4. (finał B) | 12.     |

Kobiety
| Zawodniczka                                                        | Konkurencja | Eliminacje | Eliminacje | Półfinały | Półfinały | Finał A/B | Finał A/B    | Pozycja |
| Zawodniczka                                                        | Konkurencja | Czas       | Pozycja    | Czas      | Pozycja   | Czas      | Pozycja      | Pozycja |
| ------------------------------------------------------------------ | ----------- | ---------- | ---------- | --------- | --------- | --------- | ------------ | ------- |
| Sabrina Ameghino                                                   | K-1 200m    | 42,417     | 6.         | 41,934    | 6.        | NQ        | NQ           | NQ      |
| Magdalena Garro Brenda Rojas Sabrina Ameghino Alexandra Keresztesi | K-4 500m    | 1:37,645   | 7.         | 1:38,579  | 6.        | 1:41,394  | 5. (finał B) | 13.     |

### Kajakarstwo górskie
Mężczyźni
| Zawodnik        | Konkurencja | Eliminacje | Eliminacje | Eliminacje | Eliminacje | Eliminacje | Eliminacje | Półfinały | Półfinały | Finał | Finał   | Pozycja |
| Zawodnik        | Konkurencja | P 1        | M.         | P 2        | M.         | Razem      | M.         | Czas      | Miejsce   | Czas  | Miejsce | Pozycja |
| --------------- | ----------- | ---------- | ---------- | ---------- | ---------- | ---------- | ---------- | --------- | --------- | ----- | ------- | ------- |
| Sebastián Rossi | C-1         | 108,81     | 12.        | 155,70     | 18.        | 108,81     | 17.        | NQ        | NQ        | NQ    | NQ      | NQ      |

### Kolarstwo

#### Kolarstwo szosowe
| Zawodnik            | Konkurencja                    | Czas    | Pozycja |
| ------------------- | ------------------------------ | ------- | ------- |
| Maximiliano Richeze | wyścig ze startu wspólnego (m) | DNF     | DNF     |
| Daniel Díaz         | wyścig ze startu wspólnego (m) | DNF     | DNF     |
| Eduardo Sepúlveda   | wyścig ze startu wspólnego (m) | 6:22:23 | 37.     |
| Eduardo Sepúlveda   | jazda indywidualna na czas (m) | 1:19:07 | 26.     |

#### Kolarstwo górskie
| Zawodnik            | Konkurencja       | Czas    | Pozycja |
| ------------------- | ----------------- | ------- | ------- |
| Catriel Andrés Soto | cross-country (m) | 1:42:01 | 25.     |

#### Kolarstwo BMX
| Zawodnik            | Konkurencja | Eliminacje | Eliminacje | Ćwierćfinał | Ćwierćfinał | Półfinał | Półfinał | Finał | Finał   |
| Zawodnik            | Konkurencja | Wynik      | Miejsce    | Wynik       | Miejsce     | Wynik    | Miejsce  | Wynik | Miejsce |
| ------------------- | ----------- | ---------- | ---------- | ----------- | ----------- | -------- | -------- | ----- | ------- |
| Gonzalo Molina      | mężczyźni   | 36,860     | 29.        | 10          | 4.          | 16       | 6.       | NQ    | NQ      |
| María Gabriela Díaz | kobiety     | 40,073     | 16.        | N/A         | N/A         | 17       | 5.       | NQ    | NQ      |

### Koszykówka
Turniej mężczyzn
- Reprezentacja mężczyzn

| - Luis Scola - Manu Ginóbili - Facundo Campazzo - Nicolás Laprovíttola - Nicolás Brussino - Carlos Delfino |  | - Marcos Delía - Andrés Nocioni - Gabriel Deck - Leo Mainoldi - Patricio Garino - Roberto Acuña |

Grupa B
| Drużyna   | M | Mecze | Mecze | Bramki | Bramki | Bramki | Pkt | Uwagi |
| Drużyna   | M | W     | P     | +      | –      | +/-    | Pkt | Uwagi |
| --------- | - | ----- | ----- | ------ | ------ | ------ | --- | ----- |
| Chorwacja | 5 | 3     | 2     | 400    | 407    | -7     | 8   | Q     |
| Hiszpania | 5 | 3     | 2     | 432    | 357    | +75    | 8   | Q     |
| Litwa     | 5 | 3     | 2     | 392    | 428    | -36    | 8   | Q     |
| Argentyna | 5 | 3     | 2     | 441    | 428    | +13    | 8   | Q     |
| Brazylia  | 5 | 2     | 3     | 411    | 407    | +4     | 7   |       |
| Nigeria   | 5 | 1     | 4     | 392    | 441    | -49    | 6   |       |

#### Faza grupowa
| 7 sierpnia 201622:30 | Nigeria                                              | 66:94(15:22, 16:28, 19:22, 16:22) | Argentyna                                                   | Carioca Arena 1, Rio de Janeiro Sędzia: * Ilija Belošević - Damir Javor - Borys Ryzhyk |
| 7 sierpnia 201622:30 | Pkt:Diogu 15 Zb:Diogu 13 As:Gbinije, Umeh po 3 każdy | 66:94(15:22, 16:28, 19:22, 16:22) | Pkt:Campazzo 19 Zb:Scola 9 As:Campazzo, Ginóbili po 5 każdy | Carioca Arena 1, Rio de Janeiro Sędzia: * Ilija Belošević - Damir Javor - Borys Ryzhyk |

| 9 sierpnia 201622:30 | Argentyna                             | 90:82(22:22, 24:18, 27:14, 17:28) | Chorwacja                           | Carioca Arena 1, Rio de Janeiro Sędzia: * Christos Christodoulou - Steven Anderson - José Reyes |
| 9 sierpnia 201622:30 | Pkt:Scola 23 Zb:Scola 9 As:Campazzo 8 | 90:82(22:22, 24:18, 27:14, 17:28) | Pkt:Šarić 19 Zb:Šarić 10 As:Šarić 7 | Carioca Arena 1, Rio de Janeiro Sędzia: * Christos Christodoulou - Steven Anderson - José Reyes |

| 11 sierpnia 201622:30 | Litwa                                              | 81:73(16:15, 14:12, 27:22, 24:24) | Argentyna                                               | Carioca Arena 1, Rio de Janeiro Sędzia: * Ilija Belošević - Damir Javor - Eddie Viator |
| 11 sierpnia 201622:30 | Pkt:Kuzminskas 23 Zb:Valančiūnas 10 As:Kalnietis 7 | 81:73(16:15, 14:12, 27:22, 24:24) | Pkt:Ginóbili 22 Zb:Nocioni, Scola po 7 każdy As:Scola 4 | Carioca Arena 1, Rio de Janeiro Sędzia: * Ilija Belošević - Damir Javor - Eddie Viator |

| 13 sierpnia 201614:15 | Argentyna                                   | 111:107 (pd.)(28:19, 16:33, 23:20, 18:13, dogr. 10:10, 16:12) | Brazylia                         | Carioca Arena 1, Rio de Janeiro Sędzia: * Christos Christodoulou - José Reyes - Stephen Seibel |
| 13 sierpnia 201614:15 | Pkt:Nocioni 37 Zb:Nocioni 11 As:Campazzo 11 | 111:107 (pd.)(28:19, 16:33, 23:20, 18:13, dogr. 10:10, 16:12) | Pkt:Nenê 24 Zb:Nenê 11 As:Neto 4 | Carioca Arena 1, Rio de Janeiro Sędzia: * Christos Christodoulou - José Reyes - Stephen Seibel |

| 15 sierpnia 201619:00 | Hiszpania                                   | 92:73(25:15, 23:20, 23:22, 21:16) | Argentyna                                                             | Carioca Arena 1, Rio de Janeiro Sędzia: * Christos Christodoulou - Stephen Seibel - Roberto Vázquez |
| 15 sierpnia 201619:00 | Pkt:Fernández 23 Zb:Gasol 13 As:Rodríguez 6 | 92:73(25:15, 23:20, 23:22, 21:16) | Pkt:Laprovíttola 21 Zb:trzech zawodników po 5 każdy As:Laprovíttola 4 | Carioca Arena 1, Rio de Janeiro Sędzia: * Christos Christodoulou - Stephen Seibel - Roberto Vázquez |

#### Ćwierćfinał
| 17 sierpnia 201618:45 | Stany Zjednoczone                     | 105:78(25:21, 31:19, 31:21, 18:17) | Argentyna                              | Carioca Arena 1, Rio de Janeiro Sędzia: * Ilija Belošević - Guilherme Locatelli - Robert Lottermoser |
| 17 sierpnia 201618:45 | Pkt:Durant 27 Zb:George 8 As:Durant 6 | 105:78(25:21, 31:19, 31:21, 18:17) | Pkt:Scola 15 Zb:Scola 10 As:Campazzo 9 | Carioca Arena 1, Rio de Janeiro Sędzia: * Ilija Belošević - Guilherme Locatelli - Robert Lottermoser |

### Lekkoatletyka
Mężczyźni
Konkurencje biegowe
| Zawodnik             | Konkurencja       | Finał   | Finał   |
| Zawodnik             | Konkurencja       | Wynik   | Miejsce |
| -------------------- | ----------------- | ------- | ------- |
| Mariano Mastromarino | maraton           | 2:18:44 | 53.     |
| Luis Ariel Molina    | maraton           | 2:23:55 | 89.     |
| Federico Bruno       | maraton           | 2:40:05 | 137.    |
| Juan Manuel Cano     | chód na 20 km (m) | 1:27:27 | 51.     |

Konkurencje techniczne
| Zawodnik            | Konkurencja    | Kwalifikacje | Kwalifikacje | Finał | Finał   |
| Zawodnik            | Konkurencja    | Wynik        | Miejsce      | Wynik | Miejsce |
| ------------------- | -------------- | ------------ | ------------ | ----- | ------- |
| Germán Lauro        | pchnięcie kulą | 19,89        | 19.          | NQ    | NQ      |
| Braian Toledo       | rzut oszczepem | 81,96        | 12.          | 79,81 | 10.     |
| Germán Chiaraviglio | skok o tyczce  | 5,70         | 7.           | 5,50  | 11.     |

Kobiety
Konkurencje biegowe
| Zawodnik       | Konkurencja           | Eliminacje | Eliminacje | Finał   | Finał   |
| Zawodnik       | Konkurencja           | Wynik      | Miejsce    | Wynik   | Miejsce |
| -------------- | --------------------- | ---------- | ---------- | ------- | ------- |
| Rosa Godoy     | maraton               | N/A        | N/A        | 2:52:31 | 110.    |
| Viviana Chávez | maraton               | N/A        | N/A        | 3:03:23 | 125.    |
| María Peralta  | maraton               | N/A        | N/A        | DNF     | DNF     |
| Belén Casetta  | 3000 m z przeszkodami | 9:51,85    | 45.        | NQ      | NQ      |

Konkurencje techniczne
| Zawodniczka       | Konkurencja  | Kwalifikacje | Kwalifikacje | Finał | Finał   |
| Zawodniczka       | Konkurencja  | Wynik        | Miejsce      | Wynik | Miejsce |
| ----------------- | ------------ | ------------ | ------------ | ----- | ------- |
| Jennifer Dahlgren | rzut młotem  | 63,03        | 27.          | NQ    | NQ      |
| Rocío Comba       | rzut dyskiem | 54,44        | 27.          | NQ    | NQ      |

### Pięciobój nowoczesny
| Zawodnik        | Konkurencja | Szermierka  | Szermierka | Szermierka | Pływanie | Pływanie | Pływanie | Jazda konna | Jazda konna | Jazda konna | Kombinacja: strzelanie/bieg przełajowy | Kombinacja: strzelanie/bieg przełajowy | Kombinacja: strzelanie/bieg przełajowy | Suma punktów | Pozycja |
| Zawodnik        | Konkurencja | Wynik (W-P) | M.         | Punkty     | Czas     | M.       | Punkty   | Kary        | M.          | Punkty      | Czas                                   | M.                                     | Punkty                                 | Suma punktów | Pozycja |
| --------------- | ----------- | ----------- | ---------- | ---------- | -------- | -------- | -------- | ----------- | ----------- | ----------- | -------------------------------------- | -------------------------------------- | -------------------------------------- | ------------ | ------- |
| Emmanuel Zapata | mężczyźni   | 11-24       | 33.        | 166        | 2:06,66  | 29.      | 320      | 23          | 22.         | 277         | 12:03,19                               | 31.                                    | 577                                    | 1340         | 30.     |
| Iryna Chochłowa | kobiety     | 14-21       | 29.        | 184        | 2:19,77  | 22.      | 281      | 42          | 25.         | 268         | 13:53,53                               | 34.                                    | 467                                    | 1200         | 28.     |

### Piłka nożna
Turniej mężczyzn
- Reprezentacja mężczyzn

| - Gerónimo Rulli - Lautaro Gianetti - Alexis Soto - José Luis Gómez - Lucas Romero - Víctor Cuesta - Cristian Pavón - Santiago Ascacibar - Jonathan Calleri |  | - Ángel Correa - Giovanni Simeone - Joaquín Arzura - Giovani Lo Celso - Lisandro Magallán - Leandro Vega - Mauricio Martínez - Cristian Espinoza |

Reprezentacja Argentyny brała udział w rozgrywkach grupy D turnieju olimpijskiego. Zajęła w niej trzecie miejsce i nie awansowała do dalszego etapu rozgrywek. Ostatecznie reprezentacja Argentyna zakończyła turniej na 11. miejscu.
Grupa D
| Drużyna    | M | Mecze | Mecze | Mecze | Bramki | Bramki | Bramki | Pkt |
| Drużyna    | M | W     | R     | P     | +      | –      | +/-    | Pkt |
| ---------- | - | ----- | ----- | ----- | ------ | ------ | ------ | --- |
| Portugalia | 3 | 2     | 1     | 0     | 5      | 2      | +3     | 7   |
| Honduras   | 3 | 1     | 1     | 1     | 5      | 5      | 0      | 4   |
| Argentyna  | 3 | 1     | 1     | 1     | 3      | 4      | -1     | 4   |
| Algieria   | 3 | 0     | 1     | 2     | 4      | 6      | -2     | 1   |

#### Faza grupowa
| 4 sierpnia 2016 23:00 CET | Portugalia · Gonçalo Paciência 66' · Pité 84' | 2:0(0:0)Raport | Argentyna | Stadion Olimpijski, Rio de Janeiro Widzów: 37 407 Sędzia: Walter López Castellanos |
|                           |                                               |                |           |                                                                                    |

| 7 sierpnia 2016 23:00 CET | Argentyna · Ángel Correa 47' · Jonathan Calleri 70' | 2:1(0:0)Raport | Algieria · 64' Sofiane Bendebka | Stadion Olimpijski, Rio de Janeiro Sędzia: Cüneyt Çakır |
|                           |                                                     |                |                                 |                                                         |

| 10 sierpnia 2016 18:00 CET | Argentyna · Mauricio Martínez 90+3' | 1:1(1:1)Raport | Honduras · 75' (k) Anthony Lozano | Estádio Nacional, Brasilia Sędzia: Antonio Mateu Lahoz |
|                            |                                     |                |                                   |                                                        |

### Piłka ręczna
Turniej mężczyzn
- Reprezentacja mężczyzn

| - Mariano Cánepa - Federico Gastón Fernández - Fernando García - Federico Pizarro - Adrián Portela - Pablo Portela - Federico Vieyra |  | - Leonardo Querín - Matías Schulz - Pablo Simonet - Sebastián Simonet - Pablo Vainstein - Agustín Vidal |

Reprezentacja Argentyna brała udział w rozgrywkach grupy A turnieju olimpijskiego, zajmując w niej piąte miejsce i nie awansując do fazy pucharowej. Ostatecznie reprezentacja Argentyny została sklasyfikowana na 10. miejscu.
Grupa A
| Drużyna   | M | Mecze | Mecze | Mecze | Bramki | Bramki | Bramki | Pkt |
| Drużyna   | M | W     | R     | P     | +      | –      | +/-    | Pkt |
| --------- | - | ----- | ----- | ----- | ------ | ------ | ------ | --- |
| Chorwacja | 5 | 4     | 0     | 1     | 147    | 134    | 13     | 8   |
| Francja   | 5 | 4     | 0     | 1     | 152    | 126    | 26     | 8   |
| Dania     | 5 | 3     | 0     | 2     | 136    | 127    | 9      | 6   |
| Katar     | 5 | 2     | 1     | 2     | 122    | 127    | -5     | 5   |
| Argentyna | 5 | 1     | 0     | 4     | 110    | 126    | -16    | 2   |
| Tunezja   | 5 | 0     | 1     | 4     | 118    | 145    | -27    | 1   |

#### Rozgrywki grupowe
| 7 sierpnia 2016 | Dania                                 | 25:19   | Argentyna       |                                                                       |
| 14:40           | Mikkel Hansen 6 · Lasse Svan Hansen 6 | (10:10) | 7 Pablo Simonet | Future Arena, Rio de Janeiro Widzów: 6620 Sędzia: David Sok Bojan Lah |
| 14:40           | 4× · 3× · 1×                          | (10:10) | 3× · 3×         | Future Arena, Rio de Janeiro Widzów: 6620 Sędzia: David Sok Bojan Lah |

| 9 sierpnia 2016 | Argentyna            | 26:27   | Chorwacja       |                                                                                 |
| 21:50           | Federico Fernández 8 | (15:14) | 7 Manuel Štrlek | Future Arena, Rio de Janeiro Widzów: 8150 Sędzia: Mohamed Rashed Tamer El-Sayed |
| 21:50           | 4× · 2× · 1×         | (15:14) | 3× · 4×         | Future Arena, Rio de Janeiro Widzów: 8150 Sędzia: Mohamed Rashed Tamer El-Sayed |

| 11 sierpnia 2016 | Francja      | 31:24   | Argentyna            |                                                                                 |
| 21:50            | Luc Abalo 7  | (17:12) | 8 Federico Fernández | Future Arena, Rio de Janeiro Widzów: 9148 Sędzia: Ǵorgi Naczewski Sławe Nikołow |
| 21:50            | 4× · 3× · 1× | (17:12) | 5× · 3×              | Future Arena, Rio de Janeiro Widzów: 9148 Sędzia: Ǵorgi Naczewski Sławe Nikołow |

| 13 sierpnia 2016 | Argentyna          | 23:21   | Tunezja             |                                                                       |
| 21:50            | Federico Pizarro 7 | (12:11) | 8 Oussama Boughanmi | Future Arena, Rio de Janeiro Widzów: 5123 Sędzia: Koo Bon-ok Lee Seok |
| 21:50            | 5× · 3×            | (12:11) | 4× · 4× · 1×        | Future Arena, Rio de Janeiro Widzów: 5123 Sędzia: Koo Bon-ok Lee Seok |

| 15 sierpnia 2016 | Katar                               | 22:18  | Argentyna       |                                                                                     |
| 21:50            | Rafael Capote 4 · Eldar Memišević 4 | (12:9) | 5 Pablo Simonet | Future Arena, Rio de Janeiro Widzów: 8862 Sędzia: Óscar Raluy Angel Sabroso Ramirez |
| 21:50            | 4× · 3×                             | (12:9) | 4× · 4×         | Future Arena, Rio de Janeiro Widzów: 8862 Sędzia: Óscar Raluy Angel Sabroso Ramirez |

Turniej kobiet
- Reprezentacja kobiet

| - Amelia Belotti - Valeria Bianchi - Rocio Campigli - Marisol Carratu - Victoria Crivelli - Macarena Gandulfo - Lucía Haro - Xoana Iacoi |  | - Elke Karsten - Valentina Kogan - Antonela Mena - Luciana Mendoza - Manuela Pizzo - Luciana Salvado - Macarena Sans |

Reprezentacja Argentyny brała udział w rozgrywkach grupy B turnieju olimpijskiego, zajmując w niej szóste miejsce i nie awansując do dalszych rozgrywek. Ostatecznie reprezentacja Argentyny została sklasyfikowana na 12. miejscu.
Grupa B
| Drużyna          | M | Mecze | Mecze | Mecze | Bramki | Bramki | Bramki | Pkt |
| Drużyna          | M | W     | R     | P     | +      | –      | +/-    | Pkt |
| ---------------- | - | ----- | ----- | ----- | ------ | ------ | ------ | --- |
| Rosja            | 5 | 0     | 0     | 0     | 165    | 147    | 18     | 10  |
| Francja          | 5 | 4     | 0     | 1     | 118    | 93     | 25     | 8   |
| Szwecja          | 5 | 2     | 1     | 2     | 150    | 141    | 9      | 5   |
| Holandia         | 5 | 1     | 2     | 2     | 135    | 135    | 0      | 4   |
| Korea Południowa | 5 | 1     | 1     | 3     | 130    | 136    | -6     | 3   |
| Argentyna        | 5 | 0     | 0     | 5     | 101    | 147    | -46    | 0   |

#### Faza grupowa
| 6 sierpnia 2016 | Szwecja           | 31:21  | Argentyna         |                                                        |
| 21:50           | Nathalie Hagman 6 | (13:9) | Luciana Mendoza 6 | Future Arena, Rio de Janeiro Sędzia: Coulibaly Diabaté |
| 21:50           | 5× · 3×           | (13:9) | 6× · 1×           | Future Arena, Rio de Janeiro Sędzia: Coulibaly Diabaté |

| 8 sierpnia 2016 | Argentyna         | 18:26  | Holandia          |                                                             |
| 19:50           | Luciana Mendoza 3 | (9:13) | Estavana Polman 6 | Future Arena, Rio de Janeiro Sędzia: Mousaviyan Kolahdouzan |
| 19:50           | 6× · 1×           | (9:13) | 5× · 3×           | Future Arena, Rio de Janeiro Sędzia: Mousaviyan Kolahdouzan |

| 10 sierpnia 2016 | Francja         | 27:11  | Argentyna        |                                                         |
| 21:50            | Manon Houette 8 | (15:4) | Rocio Campigli 4 | Future Arena, Rio de Janeiro Sędzia: Alpaidze Berezkina |
| 21:50            | 4× · 3×         | (15:4) | 7× · 2×          | Future Arena, Rio de Janeiro Sędzia: Alpaidze Berezkina |

| 12 sierpnia 2016 | Rosja             | 35:29   | Argentyna       |                                                             |
| 19:50            | Anna Vyakhireva 7 | (20:18) | Manuela Pizzo 6 | Future Arena, Rio de Janeiro Sędzia: Mousaviyan Kolahdouzan |
| 19:50            | 11× · 3× · 1×     | (20:18) | 7× · 4×         | Future Arena, Rio de Janeiro Sędzia: Mousaviyan Kolahdouzan |

| 14 sierpnia 2016 | Argentyna         | 22:28   | Korea Południowa |                                                              |
| 21:50            | Luciana Mendoza 6 | (10:12) | Gwon Han-na 11   | Future Arena, Rio de Janeiro Sędzia: Bonaventura Bonaventura |
| 21:50            | 5× · 3×           | (10:12) | 2× · 3×          | Future Arena, Rio de Janeiro Sędzia: Bonaventura Bonaventura |

### Pływanie
Mężczyźni
| Zawodnik         | Konkurencja      | Eliminacje | Eliminacje | Półfinał | Półfinał | Finał | Finał   |
| Zawodnik         | Konkurencja      | Czas       | Miejsce    | Czas     | Miejsce  | Czas  | Miejsce |
| ---------------- | ---------------- | ---------- | ---------- | -------- | -------- | ----- | ------- |
| Federico Grabich | 50 m dowolnym    | 22,44      | 31.        | NQ       | NQ       | NQ    | NQ      |
| Federico Grabich | 100 m dowolnym   | 48,78      | 22.        | NQ       | NQ       | NQ    | NQ      |
| Federico Grabich | 200 m dowolnym   | 1:47,41    | 22.        | NQ       | NQ       | NQ    | NQ      |
| Martín Naidich   | 400 m dowolnym   | 3:54,58    | 39.        | N/A      | N/A      | NQ    | NQ      |
| Martín Naidich   | 1500 m dowolnym  | 15:39,93   | 43.        | N/A      | N/A      | NQ    | NQ      |
| Santiago Grassi  | 100 m motylkowym | 52,56      | 24.        | NQ       | NQ       | NQ    | NQ      |

Kobiety
| Zawodniczka      | Konkurencja      | Eliminacje | Eliminacje | Półfinał | Półfinał | Finał | Finał   |
| Zawodniczka      | Konkurencja      | Czas       | Miejsce    | Czas     | Miejsce  | Czas  | Miejsce |
| ---------------- | ---------------- | ---------- | ---------- | -------- | -------- | ----- | ------- |
| Virginia Bardach | 200 m motylkowym | 2:13,58    | 26.        | NQ       | NQ       | NQ    | NQ      |
| Virginia Bardach | 200 m zmiennym   | 2:17,94    | 37.        | NQ       | NQ       | NQ    | NQ      |
| Virginia Bardach | 400 m zmiennym   | 4:49,69    | 31.        | N/A      | N/A      | NQ    | NQ      |
| Julia Sebastian  | 200 m klasycznym | 2:27,98    | 21.        | NQ       | NQ       | NQ    | NQ      |

### Pływanie synchroniczne
| Zawodnik                   | Konkurencja | Eliminacje                    | Eliminacje                    | Eliminacje                 | Eliminacje                 | Eliminacje         | Eliminacje         | Finał  | Finał   |
| Zawodnik                   | Konkurencja | Eliminacje – runda techniczna | Eliminacje – runda techniczna | Eliminacje – runda dowolna | Eliminacje – runda dowolna | Eliminacje – Razem | Eliminacje – Razem | Finał  | Finał   |
| Zawodnik                   | Konkurencja | Punkty                        | Miejsce                       | Punkty                     | Miejsce                    | Punkty             | Miejsce            | Punkty | Miejsce |
| Etel Sánchez Sofia Sánchez | Duety       | 79,4829                       | 79,8333                       | 159,3162                   | 19.                        | NQ                 | NQ                 | NQ     | NQ      |

### Podnoszenie ciężarów
Kobiety
| Zawodniczka    | Konkurencja | Rwanie | Rwanie  | Podrzut | Podrzut | Razem  | Pozycja |
| Zawodniczka    | Konkurencja | Wynik  | Pozycja | Wynik   | Pozycja | Razem  | Pozycja |
| -------------- | ----------- | ------ | ------- | ------- | ------- | ------ | ------- |
| Joana Palacios | -63 kg      | 83 kg  | 13.     | 107 kg  | 11.     | 190 kg | 11.     |

### Rugby union
Turniej mężczyzn
- Reprezentacja mężczyzn

| - Santiago Alvarez - Juan Pablo Estelles - Rodrigo Etchart - Bautista Ezcurra - Juan José Imhoff - Fernando Luna |  | - Matías Moroni - Axel Müller - Gastón Revol - Javier Rojas - Franco Sábato - Germán Schulz |

Reprezentacja Argentyny brała udział w rozgrywkach grupy A turnieju olimpijskiego, w której zajęła drugie miejsce i awansowała do ćwierćfinału. W ćwierćfinale uległa reprezentacji Wielkiej Brytanii. W meczach o miejsca 5. – 8. pokonała reprezentację Australii, a następnie uległa reprezentacji Nowej Zelandii. Ostatecznie zajęła 6. miejsce.

### Grupa A
| Drużyna           | M | Mecze | Mecze | Mecze | Punkty | Punkty | Punkty | Pkt |
| Drużyna           | M | W     | R     | P     | +      | –      | +/-    | Pkt |
| ----------------- | - | ----- | ----- | ----- | ------ | ------ | ------ | --- |
| Fidżi             | 3 | 3     | 0     | 0     | 85     | 45     | 40     | 9   |
| Argentyna         | 3 | 2     | 0     | 1     | 62     | 35     | 27     | 7   |
| Stany Zjednoczone | 3 | 1     | 0     | 2     | 59     | 41     | 18     | 5   |
| Brazylia          | 3 | 0     | 0     | 3     | 12     | 97     | -85    | 3   |

#### Faza grupowa
| 9 sierpnia 201613:00 | Stany Zjednoczone | 14:17 | Argentyna | Deodoro Stadium, Rio de Janeiro |
| 9 sierpnia 201613:00 |                   | 14:17 |           | Deodoro Stadium, Rio de Janeiro |

| 9 sierpnia 201618:30 | Fidżi | 21:14 | Argentyna | Deodoro Stadium, Rio de Janeiro |
| 9 sierpnia 201618:30 |       | 21:14 |           | Deodoro Stadium, Rio de Janeiro |

| 10 sierpnia 201613:00 | Argentyna | 31:0 | Brazylia | Deodoro Stadium, Rio de Janeiro |
| 10 sierpnia 201613:00 |           | 31:0 |          | Deodoro Stadium, Rio de Janeiro |

#### Ćwierćfinał
| 10 sierpnia 201618:00 | Wielka Brytania | 5:0 | Argentyna | Deodoro Stadium, Rio de Janeiro |
| 10 sierpnia 201618:00 |                 | 5:0 |           | Deodoro Stadium, Rio de Janeiro |

#### Miejsca 5. – 8.
| 11 sierpnia 201614:00 | Argentyna | 26:21 | Australia | Deodoro Stadium, Rio de Janeiro |
| 11 sierpnia 201614:00 |           | 26:21 |           | Deodoro Stadium, Rio de Janeiro |

| 11 sierpnia 201618:00 | Nowa Zelandia | 17:14 | Argentyna | Deodoro Stadium, Rio de Janeiro |
| 11 sierpnia 201618:00 |               | 17:14 |           | Deodoro Stadium, Rio de Janeiro |

### Siatkówka
Mężczyźni
- Reprezentacja mężczyzn

| - Nicolas Bruno - Martín Ramos - Cristian Poglajen - Facundo Conte - Demián González - José Luis González |  | - Sebastián Solé - Bruno Lima - Ezequiel Palacios - Pablo Crer - Luciano De Cecco - Alexis González |

| Drużyna   | Konkurencja      | Faza grupowa     | Faza grupowa     | Faza grupowa     | Faza grupowa     | Faza grupowa     | Faza grupowa | Ćwierćfinały     | Półfinały        | Finał            | Pozycja |
| Drużyna   | Konkurencja      | Przeciwnik Wynik | Przeciwnik Wynik | Przeciwnik Wynik | Przeciwnik Wynik | Przeciwnik Wynik | Pozycja      | Przeciwnik Wynik | Przeciwnik Wynik | Przeciwnik Wynik | Pozycja |
| --------- | ---------------- | ---------------- | ---------------- | ---------------- | ---------------- | ---------------- | ------------ | ---------------- | ---------------- | ---------------- | ------- |
| Argentyna | siatkówka halowa | Iran · 3:0       | Rosja · 3:1      | Polska · 0:3     | Kuba · 3:0       | Egipt · 3:0      | 1.           | Brazylia · 1:3   | NQ               | NQ               | 5.      |

Kobiety
- Reprezentacja kobiet

| - Tanya Acosta - Yamila Nizetich - Lucía Fresco - Clarisa Sagardía - Emilce Sosa - Julieta Lazcano |  | - Tatiana Rizzo - Leticia Boscacci - Josefina Fernández - Florencia Busquets - Yael Castiglione - Morena Franchi |

| Drużyna   | Konkurencja      | Faza grupowa     | Faza grupowa     | Faza grupowa           | Faza grupowa     | Faza grupowa     | Faza grupowa | Ćwierćfinały     | Półfinały        | Finał            | Pozycja |
| Drużyna   | Konkurencja      | Przeciwnik Wynik | Przeciwnik Wynik | Przeciwnik Wynik       | Przeciwnik Wynik | Przeciwnik Wynik | Pozycja      | Przeciwnik Wynik | Przeciwnik Wynik | Przeciwnik Wynik | Pozycja |
| --------- | ---------------- | ---------------- | ---------------- | ---------------------- | ---------------- | ---------------- | ------------ | ---------------- | ---------------- | ---------------- | ------- |
| Argentyna | siatkówka halowa | Rosja · 0:3      | Brazylia · 0:3   | Korea Południowa · 3:0 | Kamerun · 3:2    | Japonia · 0:3    | 5.           | NQ               | NQ               | NQ               | 9.      |

#### Siatkówka plażowa
Kobiety
| Zawodniczka              | Konkurencja | Faza grupowa                          | Faza grupowa                        | Faza grupowa                              | Pozycja | 1/8              | Ćwierćfinały     | Półfinały        | Finał            | Finał   |
| Zawodniczka              | Konkurencja | Przeciwnik Wynik                      | Przeciwnik Wynik                    | Przeciwnik Wynik                          | Pozycja | Przeciwnik Wynik | Przeciwnik Wynik | Przeciwnik Wynik | Przeciwnik Wynik | Pozycja |
| ------------------------ | ----------- | ------------------------------------- | ----------------------------------- | ----------------------------------------- | ------- | ---------------- | ---------------- | ---------------- | ---------------- | ------- |
| Ana Gallay Georgina Klug | kobiety     | Baquerizo Fernández 0:2 (11-21,19-21) | Bednarczuk Seixas 0:2 (11-21,17-21) | Hermannová Sluková 1:2 (21-13,19-21,8-15) | 4.      | NQ               | NQ               | NQ               | NQ               | NQ      |

### Strzelectwo
| Zawodnik         | Konkurencja                                | Kwalifikacje | Kwalifikacje | Półfinał | Półfinał | Finał | Finał   |
| Zawodnik         | Konkurencja                                | Wynik        | Pozycja      | Wynik    | Pozycja  | Wynik | Pozycja |
| ---------------- | ------------------------------------------ | ------------ | ------------ | -------- | -------- | ----- | ------- |
| Amelia Fournel   | karabin pneumatyczny 10 m kobiet           | 410,6        | 41.          | N/A      | N/A      | NQ    | NQ      |
| Amelia Fournel   | karabin małokalibrowy trzy pozycje kobiety | 571          | 31.          | N/A      | N/A      | NQ    | NQ      |
| Fernanda Russo   | karabin pneumatyczny 10 m kobiet           | 414,4        | 20.          | N/A      | N/A      | NQ    | NQ      |
| Melisa Gil       | trap kobiet                                | 69           | 8.           | NQ       | NQ       | NQ    | NQ      |
| Fernando Borello | trap mężczyzn                              | 105          | 31.          | NQ       | NQ       | NQ    | NQ      |
| Federico Gil     | skeet mężczyzn                             | 116          | 27.          | NQ       | NQ       | NQ    | NQ      |

### Szermierka
| María Belén Pérez Maurice | szabla indywidualnie kobiet |  | BYE | Berder P (6-15) | NQ | NQ | NQ | NQ | NQ | NQ |

### Tenis ziemny
| Zawodnik                              | Konkurencja | 1/32                              | 1/16                           | 1/8                             | Ćwierćfinały                  | Półfinały                 | Finał/3.miejsce               | Finał/3.miejsce |
| Zawodnik                              | Konkurencja | Przeciwnik Wynik                  | Przeciwnik Wynik               | Przeciwnik Wynik                | Przeciwnik Wynik              | Przeciwnik Wynik          | Przeciwnik Wynik              | Pozycja         |
| ------------------------------------- | ----------- | --------------------------------- | ------------------------------ | ------------------------------- | ----------------------------- | ------------------------- | ----------------------------- | --------------- |
| Juan Martín del Potro                 | singel (m)  | Đoković W 2:0 (7:6,7:6)           | Sousa W 2:1 (6:3,1:6,6:3)      | Daniel W 2:1 (6:7,6:1,6:2)      | Bautista-Agut W 2:0 (7:5,7:6) | Nadal W 2:1 (5:7,6:4,7:6) | Murry P 1:3 (5:7,6:4,2:6,5:7) | srebro          |
| Federico Delbonis                     | singel (m)  | Nadal P 0:2 (2:6,1:6)             | NQ                             | NQ                              | NQ                            | NQ                        | NQ                            | NQ              |
| Guido Pella                           | singel (m)  | Kohlschreiber P 1:2 (6:4,1:6,2:6) | NQ                             | NQ                              | NQ                            | NQ                        | NQ                            | NQ              |
| Juan Mónaco                           | singel (m)  | Bašić W 2:0 (6:2,6:2)             | Murray P 0:2 (3:6,1:6)         | NQ                              | NQ                            | NQ                        | NQ                            | NQ              |
| Federico Delbonis Guillermo Durán     | debel (m)   | N/A                               | Mergea Tecău P 0:2 (3:6,2:6)   | NQ                              | NQ                            | NQ                        | NQ                            | NQ              |
| Juan Martín del Potro Máximo González | debel (m)   | N/A                               | Guccione Peers W 2:0 (6:4,7:5) | López Nadal P 1:2 (3:6,7:5,2:6) | NQ                            | NQ                        | NQ                            | NQ              |

### Triathlon
| Zawodnik          | Konkurencja | Pływanie (1,5 km) | Zmiana 1 | Jazda na rowerze (40 km) | Zmiana 2 | Bieg (10 km) | Czas    | Pozycja |
| ----------------- | ----------- | ----------------- | -------- | ------------------------ | -------- | ------------ | ------- | ------- |
| Luciano Taccone   | mężczyźni   | 19:23             | 0:55     | 59:56                    | 0:41     | 34:35        | 1:55:30 | 48.     |
| Gonzalo Tellechea | mężczyźni   | 18:42             | 0:49     | 59:08                    | 0:41     | 34:23        | 1:53:43 | 45.     |

### Wioślarstwo
| Zawodnik      | Konkurencja | Eliminacje | Eliminacje | Repesaż | Repesaż | Ćwierćfinały | Ćwierćfinały | Półfinały              | Półfinały | Finał             | Finał | Miejsce |
| Zawodnik      | Konkurencja | Czas       | M.         | Czas    | M.      | Czas         | M.           | Czas                   | M.        | Czas              | M.    | Miejsce |
| ------------- | ----------- | ---------- | ---------- | ------- | ------- | ------------ | ------------ | ---------------------- | --------- | ----------------- | ----- | ------- |
| Brian Rosso   | M1x         | 7:22,69    | 3.         | N/A     | N/A     | 7:03,23      | 4.           | 7:24,65 (Półfinał C\D) | 2.        | 6:58,58 (Finał C) | 3.    | 15.     |
| Lucia Palermo | W1x         | 8:47,01    | 4.         | 8:00,59 | 2.      | 7:56,61      | 6.           | 8:15,42 (Półfinał C/D) | 3.        | 7:50,59 (Finał C) | 5.    | 17.     |

### Zapasy
Kobiety – styl wolny
| Zawodnik          | Konkurencja | 1/16 finału      | 1/8 finału       | Ćwierćfinał      | Półfinał         | Repesaż           | Finał/3.miejsce       | Finał/3.miejsce |
| Zawodnik          | Konkurencja | Przeciwnik Wynik | Przeciwnik Wynik | Przeciwnik Wynik | Przeciwnik Wynik | Przeciwnik Wynik  | Przeciwnik Wynik      | Pozycja         |
| ----------------- | ----------- | ---------------- | ---------------- | ---------------- | ---------------- | ----------------- | --------------------- | --------------- |
| Patricia Bermúdez | -48 kg      | N/A              | Stadnik P (0-10) | NQ               | NQ               | Matkowska W (6-3) | Elica Jankowa P (6-7) | 5.              |

### Żeglarstwo
Kobiety
| Zawodnik                           | Konkurencja  | Wyścig | Wyścig | Wyścig | Wyścig | Wyścig | Wyścig | Wyścig | Wyścig | Wyścig | Wyścig | Wyścig | Wyścig | Wyścig | Punkty | Finałowa pozycja |
| Zawodnik                           | Konkurencja  | 1      | 2      | 3      | 4      | 5      | 6      | 7      | 8      | 9      | 10     | 11     | 12     | M*     | Punkty | Finałowa pozycja |
| ---------------------------------- | ------------ | ------ | ------ | ------ | ------ | ------ | ------ | ------ | ------ | ------ | ------ | ------ | ------ | ------ | ------ | ---------------- |
| Maria Tejerina Mackern             | RS:X         | 21     | 12     | 16     | 17     | 21     | 19     | 16     | 16     | 24     | 27     | 23     | 21     | NQ     | 206    | 21.              |
| Lucia Falasca                      | Laser Radial | 7      | 11     | 19     | 15     | 20     | 22     | 1      | 15     | 3      | 25     | N/A    | N/A    | NQ     | 113    | 11.              |
| Victoria Travascio Maria Sol Branz | 49erFX       | 14     | 20     | 13     | 9      | 19     | 13     | 7      | 11     | 10     | 4      | 11     | 19     | NQ     | 129    | 13.              |

Mężczyźni
| Zawodnik                          | Konkurencja | Wyścig | Wyścig | Wyścig | Wyścig | Wyścig | Wyścig | Wyścig | Wyścig | Wyścig | Wyścig | Wyścig | Wyścig | Wyścig | Punkty | Finałowa pozycja |
| Zawodnik                          | Konkurencja | 1      | 2      | 3      | 4      | 5      | 6      | 7      | 8      | 9      | 10     | 11     | 12     | M*     | Punkty | Finałowa pozycja |
| --------------------------------- | ----------- | ------ | ------ | ------ | ------ | ------ | ------ | ------ | ------ | ------ | ------ | ------ | ------ | ------ | ------ | ---------------- |
| Bautista Saubidet Birkner         | RS:X        | 20     | 16     | 19     | 17     | 12     | 23     | 14     | 25     | 24     | 18     | 29     | 22     | NQ     | 210    | 21.              |
| Julio Alsogaray                   | Laser       | 4      | 2      | 14     | 1      | 24     | 47     | 12     | 16     | 14     | 20     | N/A    | N/A    | 22     | 129    | 10.              |
| Facundo Olezza Bazan              | Finn        | 1      | 9      | 19     | 18     | 16     | 22     | 10     | 6      | 1      | 7      | N/A    | N/A    | 14     | 101    | 9.               |
| Yago Lange                        | 49er        | 11     | 7      | 6      | 16     | 12     | 16     | 21     | 2      | 2      | 11     | 3      | 11     | 14     | 111    | 7.               |
| Lucas Calabrese Juan de la Fuente | 470         | 17     | 14     | 11     | 11     | 17     | 12     | 15     | 17     | 5      | 27     | N/A    | N/A    | NQ     | 129    | 16.              |

Open
| Zawodnik                               | Konkurencja | Wyścig | Wyścig | Wyścig | Wyścig | Wyścig | Wyścig | Wyścig | Wyścig | Wyścig | Wyścig | Wyścig | Wyścig | Wyścig | Punkty | Finałowa pozycja |
| Zawodnik                               | Konkurencja | 1      | 2      | 3      | 4      | 5      | 6      | 7      | 8      | 9      | 10     | 11     | 12     | M*     | Punkty | Finałowa pozycja |
| -------------------------------------- | ----------- | ------ | ------ | ------ | ------ | ------ | ------ | ------ | ------ | ------ | ------ | ------ | ------ | ------ | ------ | ---------------- |
| Santiago Lange Cecilia Carranza Saroli | Nacra 17    | 11     | 2      | 13     | 2      | 12     | 6      | 1      | 6      | 9      | 21     | 2      | 1      | 12     | 77     | złoto            |

M = Wyścig medalowy